# Setecientos
El setecientos (700) es el número natural que sigue al seiscientos noventa y nueve y precede al setecientos uno.

## Propiedades matemáticas
- Es un número compuesto, que tiene los siguientes factores propios: 	1, 2, 4, 5, 7, 10, 14, 20, 25, 28, 35, 50, 70, 100, 140, 175, 350 y 700. Como la suma de sus factores es 1036 > 700, se trata de un número abundante.

- Datos: Q721126
- Multimedia: 700 (number) / Q721126